# Haramiyida
Gli aramiidi (Haramiyida) sono un gruppo di terapsidi estinti, appartenenti ai mammaliaformi. Vissero tra il Triassico superiore e il Cretacico superiore (circa 216 - 65 milioni di anni fa) e i loro resti fossili sono stati ritrovati in Europa, Asia e Nordamerica.

## Descrizione
Questi animali sono classicamente conosciuti soprattutto per la loro particolare dentatura, simile a quella dei multitubercolati, un gruppo di mammiferi dotati di molari e premolari dalla morfologia insolita. Come i multitubercolati, gli aramiidi erano dotati di molari con numerose cuspidi, e solitamente erano presenti incisivi anteriori grandi e sporgenti. Ritrovamenti fossili più recenti hanno messo in luce altre caratteristiche morfologiche di numerosi aramiidi: alcuni di essi erano dotati di zampe gracili, mani e piedi prensili tipiche degli animali arrampicatori, e lunghe code prensili; in generale, l'aspetto e le abitudini di vita non dovevano discostarsi molto da quelli degli odierni scoiattoli.
Alcuni fossili eccezionali mostrano che molti aramiidi erano dotati di un folto pelo che ricopriva tutto il corpo, e alcuni aramiidi erano addirittura dotati di una sorta di patagio tra gli arti anteriori e quelli posteriori, come quello degli odierni colughi e scoiattoli volanti, ed è molto probabile che fossero animali planatori; molte di queste specie erano dotate di ossa coracoidi (assenti nei mammiferi teri ma presenti in altri gruppi di mammiferi, anche se ridotte) particolarmente grandi e simili a quelle degli uccelli e degli pterosauri: si suppone che queste ossa aiutassero a ridurre lo stress dell'atterraggio.
Gli aramiidi erano inoltre dotati di una struttura dell'orecchio medio che richiamava molto quella dei mammiferi veri e propri, con tre ossicini separati e particolarmente sensibili alle vibrazioni dei suoni a conduzione aerea; tuttavia, alcune ricerche indicherebbero che queste strutture si siano evolute indipendentemente negli aramiidi e nei mammiferi odierni (convergenza evolutiva).

## Classificazione
Il clade Haramiyida comprende numerose forme di terapsidi estinti del Mesozoico, dalla classificazione incerta. Il nome è stato usato per la prima volta nel 1989 per accogliere alcune forme enigmatiche del Triassico superiore (Haramiyia, Thomasia), note solo attraverso i denti e attribuite con molta incertezza ai multitubercolati.
Per lungo tempo il clade Haramiyida venne considerato un sottogruppo di multitubercolati o di animali a essi affini nel gruppo degli alloteri (Allotheria), ma i resti fossili estremamente scarsi non permettevano una classificazione più precisa. Solo nel corso degli anni 2000 vennero alla luce in alcuni giacimenti fossili cinesi numerosi esemplari di aramiidi perfettamente conservati, comprendenti scheletri completi e (in alcuni casi) tracce di peli. Ciò permise agli studiosi di comprendere meglio la morfologia di questi animali e di dedurre che anch'essi, come i mammiferi odierni, possedevano i tre ossicini dell'orecchio medio. Successive ricerche hanno però determinato che queste caratteristiche si svilupparono indipendentemente negli aramiidi, per convergenza evolutiva.

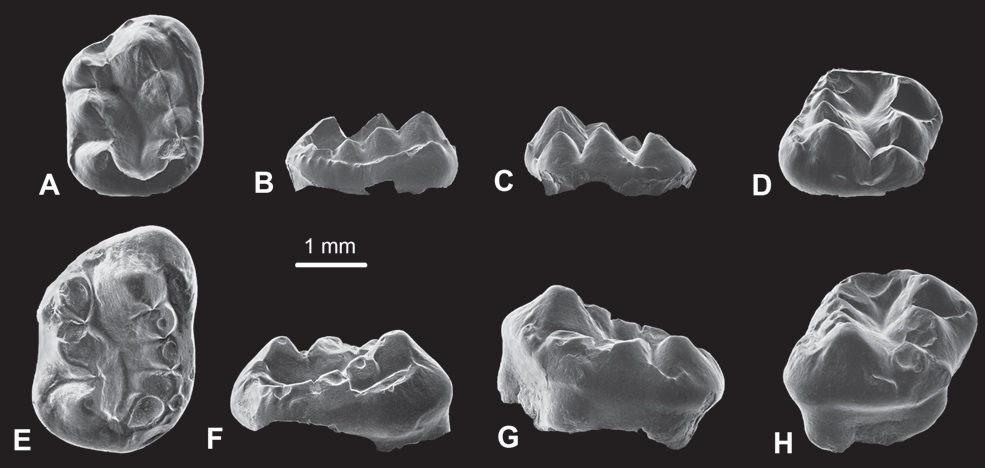
Denti molariformi superiori di Thomasia cf. moorei

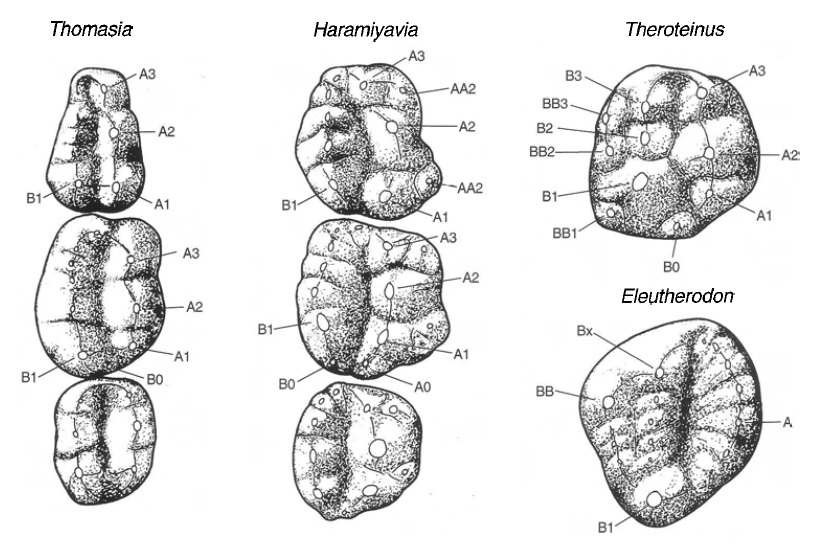
Denti molariformi superiori di alcuni aramiidi

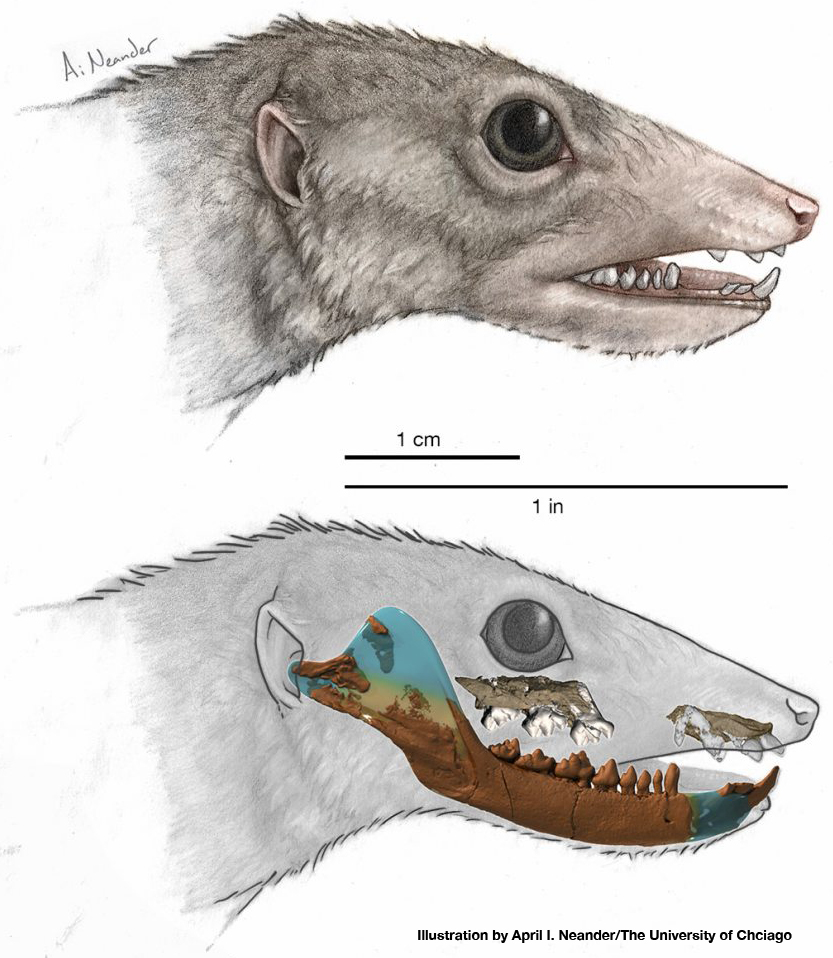
Cranio e ricostruzione della testa di Haramiyavia clemmenseni

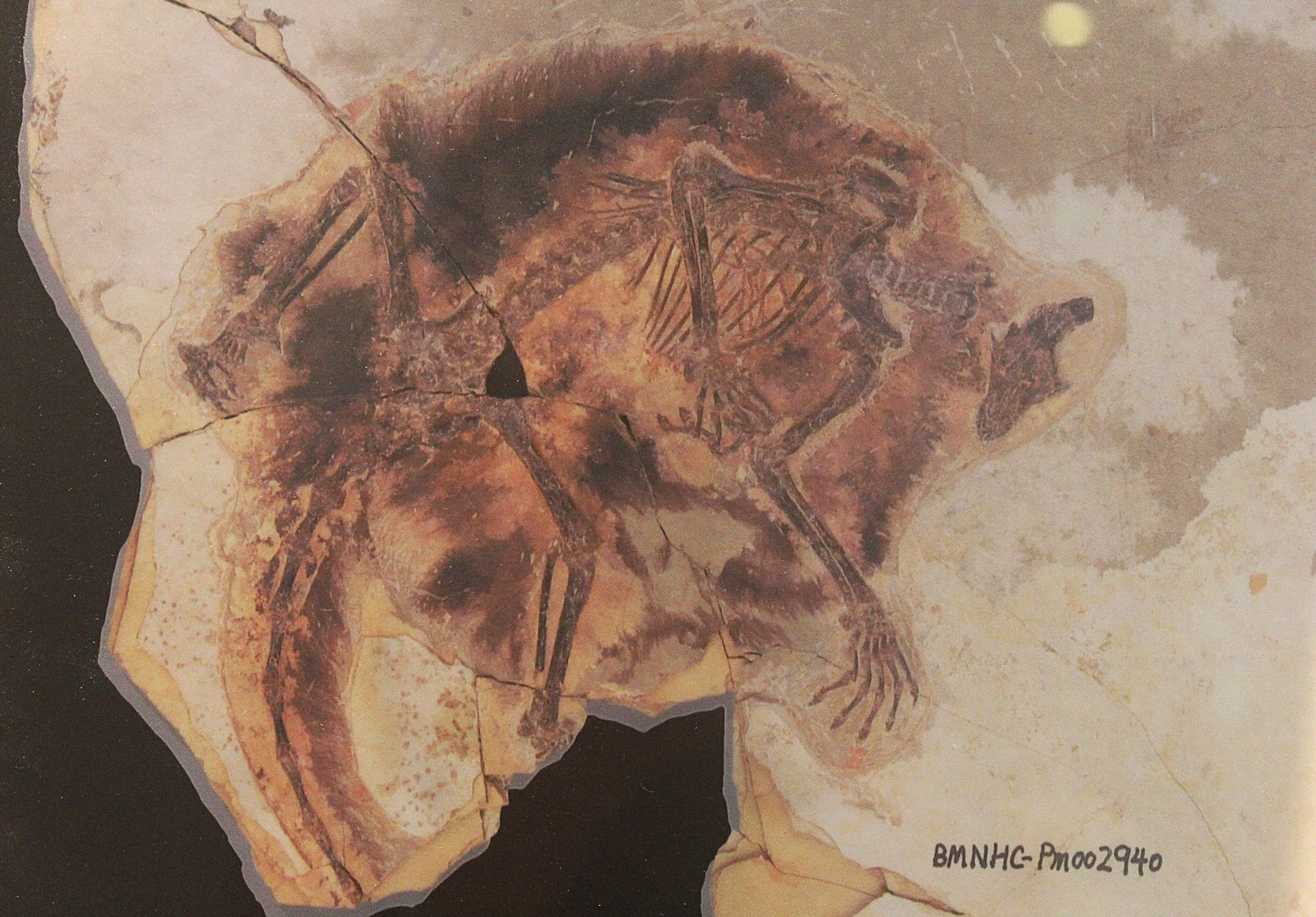
Fossile di Maiopatagium furculiferum

Ricostruzione del cranio di Xianshou linglong

Attualmente gli aramiidi sono considerati un gruppo di terapsidi solo lontanamente imparentati con i veri mammiferi, pur nell'ambito dei mammaliaformi. All'interno del gruppo si distinguono alcune forme arcaiche tipiche del Triassico, come Kalaallitkigun, Haramiyavia, Thomasia e Theroteinus, e un clade derivato, noto come Euharamiyida, comprendente numerose forme più specializzate e meglio note. Tra gli euaramiidi si ricordano gli arboricoli Shenshou e Qishou, Megaconus simile a un irace e i planatori Maiopatagium, Xianshou, Vilevolodon e Arboroharamiya del Giurassico. Altri aramiidi sono noti nel Cretaceo inferiore (Cifelliodon), mentre l'ultimo aramiide noto (Avashishta) è del Maastrichtiano (fine del Cretaceo).
Ordine †Haramiyida
- Kirtlingtonia catenata
- Kalaallitkigun jenkinsi
- Famiglia Haramiyaviidae
  - Haramiyavia clemmenseni
- Famiglia Theroteinidae
  - Theroteinus
    - T. nikolai
    - T. rosieriensis
    - T. jenkinsi
- Famiglia Haramiyidae
  - ?Eoraetica siegerti
  - Hypsiprymnopsis rhaeticus
  - Avashishta bacharamensis
  - ?Allostaffia aenigmatica
  - Thomasia (=Haramiya)
    - †T. woutersi
    - †T. hahni
    - †T. moorei
    - †T. antiqua
- Euharamiyida
  - Cryoharamiya tarda
  - Famiglia Arboroharamiyidae
    - Arboroharamiya
      - A. jenkinsi
      - A. allinhopsoni

  - Famiglia Shenshouidae
    - Qishou jizantang
    - Shenshou lui

  - Famiglia Eleutherodontidae
    - Maiopatagium furculiferum
    - Megaconus mammaliaformis
    - Millsodon superstes
    - Eleutherodon oxfordensis
    - Xianshou
      - X. linglong
      - X. songae

    - Sineleutherus
      - S. uyguricus
      - S. issedonicus

    - Vilevolodon diplomylos

  - Famiglia Hahnodontidae
    - Hahnodon taqueti
    - Denisodon moroccensis
    - Cifelliodon wahkarmoosuch

## Paleoecologia
Sulla base della dentatura, gli aramiidi sembrerebbero essere stati generalmente onnivori o erbivori; se effettivamente appartenenti al clade Mammalia, gli aramiidi potrebbero essere stati i primi mammiferi erbivori noti. È tuttavia da ricordare che l'unico aramiide incluso in uno studio riguardante le abitudini alimentari dei mammiferi mesozoici, Haramiyavia, è stato incluso tra le specie insettivore (Grossnickle e Polly, 2013). Almeno alcune specie di aramiidi erano ottimi arrampicatori, paragonabili agli odierni scoiattoli, mentre altri erano francamente arboricoli. Le attitudini arboricole di questi animali potrebbero spiegare la loro rarità nel record fossile. 
Alcuni aramiidi (Maiopatagium, Xianshou, Vilevolodon e Arboroharamiya) portarono all'estremo le specializzazioni arboricole e svilupparono l'abilità di planare, grazie ad ampie membrane di pelle simili a quelle degli attuali colughi e scoiattoli volanti. In molte di queste forme, le ossa coracoidi (assenti nei moderni teri ma presenti in altri gruppi di mammiferi, anche se molto ridotte) erano insolitamente grandi e simili a quelle degli uccelli e degli pterosauri; si suppone che fossero utili nel ridurre lo stress da impatto nel momento dell'atterraggio (Meng et al., 2017).
Alcuni segni di denti su ossa di dinosauri, chiaramente di tipo mammaliano, potrebbero appartenere all'aramiide Sineleutherus; ciò suggerisce che alcuni aramiidi si nutrissero di carcasse di dinosauri (Augustin et al., 2020).